# Aire d'attraction du Port
L'aire d'attraction du Port est un zonage d'étude défini par l'Insee pour caractériser l'influence de la commune du Port sur les communes environnantes.

### Carte

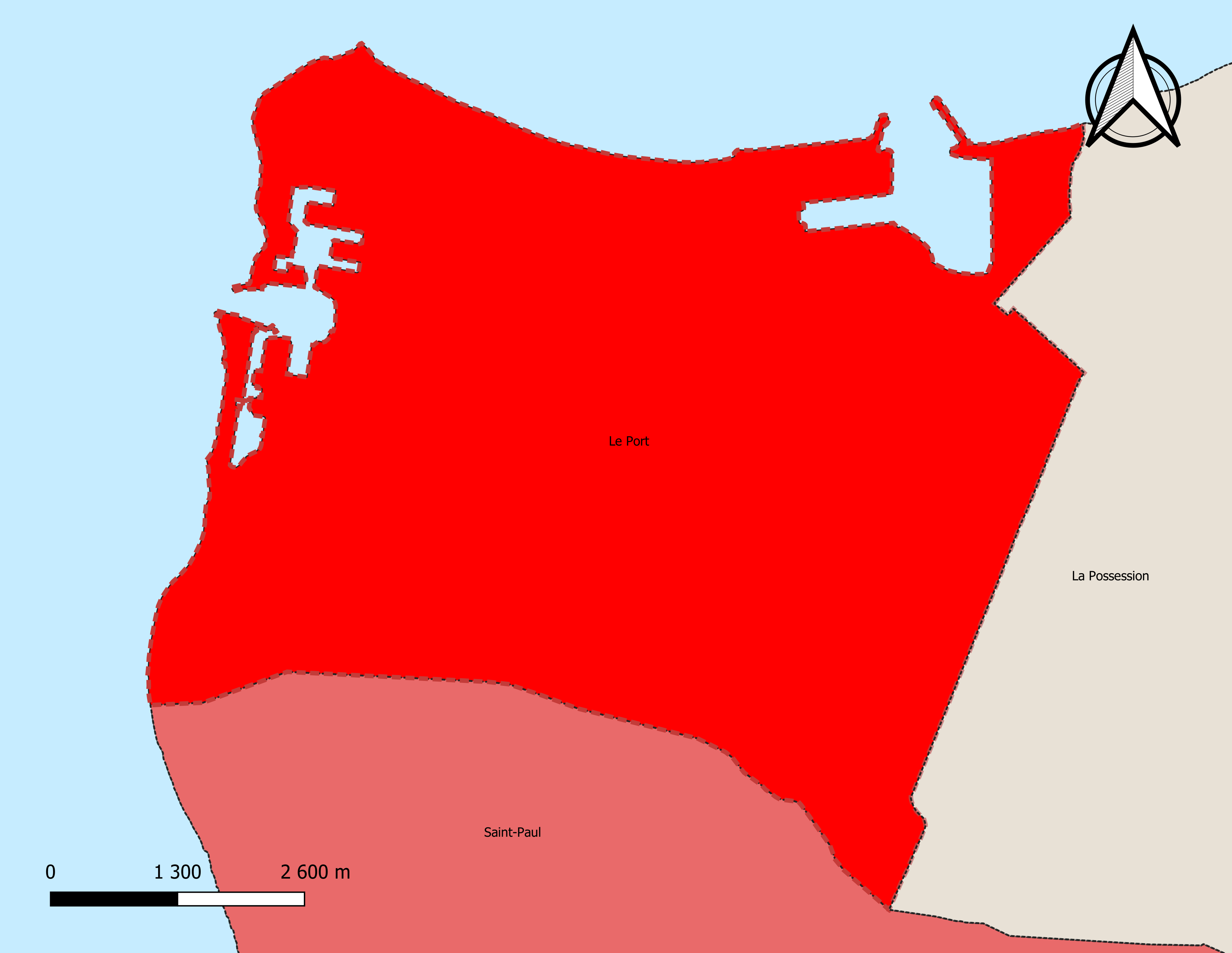
Carte de l'aire d'attraction du Port.
Commune-centre

## Définition
L'aire d'attraction d'une ville est composée d'un pôle, défini à partir de critères de population et d'emploi ainsi que d'une couronne constituée des communes dont au moins 15 % des actifs travaillent dans le pôle. Le pôle d'attraction constitue ainsi un point de convergence des déplacements domicile-travail,.

## Géographie
L'aire d'attraction du Port est une aire intra-départementale qui comporte 1 commune dans La Réunion. 

### Composition communale
| Nom     | Code Insee | Département | Statut         | Superficie (km2) | Population (dernière pop. légale) | Densité (hab./km2) | Modifier                                    |
| ------- | ---------- | ----------- | -------------- | ---------------- | --------------------------------- | ------------------ | ------------------------------------------- |
| Le Port | 97407      | La Réunion  | commune-centre | 16,62            | 33 670 (2022)                     | 2 026              | modifier les données · modifier les données |

## Démographie
Elle est catégorisée dans les aires de moins de 50 000 habitants, une catégorie qui regroupe 12,2 % au niveau national.